# Agustín Balbuena
Agustín Alberto Balbuena (Santa Fe, 1º settembre 1945 – Buenos Aires, 9 marzo 2021) è stato un calciatore argentino.

## Carriera

### Club
Ha iniziato a giocare nella squadra della sua città dove è rimasto sino al 1969. Passato al Rosario Central arriva alla finale del campionato nazionale nel 1970. Viene così acquistato dall'Independiente dove in 5 anni, conquistato subito il campionato, vince 4 Coppe Libertadores, 3 Coppe Interamericane ed una Coppa Intercontinentale. In quest'ultima occasione è suo il gol della vittoria.
Finita l'esperienza nell'Independiente gioca le sue ultime stagioni in patria con il Racing Club de Avellaneda. Finisce la carriera all'estero: prima con i colombiani del Bucamaranga e poi con il CD Fas di El Salvador.

### Nazionale
Ha fatto parte della nazionale argentina che ha partecipato ai mondiali del 1974. In totale ha vestito la maglia del suo paese 8 volte ma senza mai segnare.

## Palmarès

### Club

#### Competizioni nazionali
- Campionato argentino: 1

Independiente: 1971

#### Competizioni internazionali
- Coppa Libertadores: 4

Independiente: 1972, 1973, 1974, 1975
- Coppa Intercontinentale: 1

Independiente: 1973
- Coppa Interamericana: 3

Independiente: 1972, 1974, 1975